# Joan Roberts
Pour les articles homonymes, voir Roberts.
Joan Roberts, née Josephine Rose Seagrist le 15 juillet 1917 à Manhattan (New York), aux États-Unis, et morte le 13 août 2012 à Stamford (Connecticut), est une actrice américaine de théâtre musical, de cinéma et de télévision, connue pour avoir créé le rôle de Laurey dans la production originale de Broadway, Oklahoma ! en 1943.

## Filmographie

### Au cinéma
- 2011 : Jesse : Supermarket Lady

### À la télévision
- 1948 : Kraft Theatre (série télévisée)
- 1965 : Jack and the Beanstalk (téléfilm)
- 1979 : L'Île fantastique  (série télévisée)